# Palais Ledebour
Le palais Ledebour (en tchèque : Ledebourský Palac) est un palais baroque situé sur la place Wallenstein dans le quartier de Mala Strana à Prague. Il est protégé en tant que monument culturel de la République tchèque. Le palais est prolongé d'un jardin en terrasse s'élevant jusqu'au mur des jardins du château de Prague. 

## Histoire

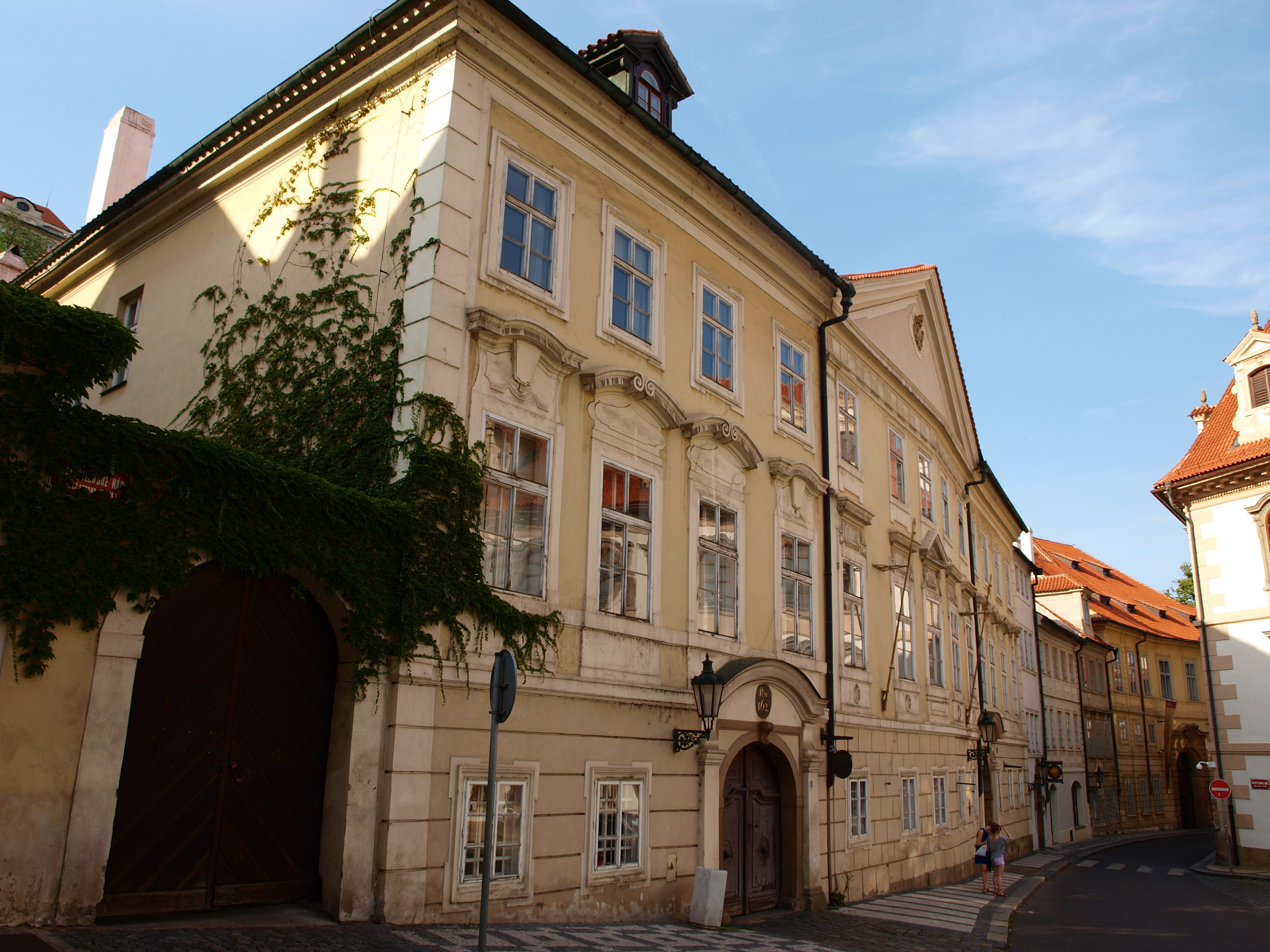
Palais Ledebour

Le palais a été construit dans le style baroque primitif entre 1665 et 1669 selon le projet de Giovanni Domenico Orsi. Après 1801, Josef Krakovský, rejoignit les dernières parties du palais du côté ouest. Après 1945, le ministère de l'Information résidait ici. Depuis 1990, l'Institut national du patrimoine y est installé. 